# Канавы (Полтавская область)
Канавы (укр. Канави) — село,
Канавский сельский совет,
Кобелякский район,
Полтавская область,
Украина.
Код КОАТУУ — 5321883001. Население по переписи 2001 года составляло 608 человек.
Является административным центром Канавского сельского совета, в который, кроме того, входит село
Водолаговка.

## Географическое положение
Село Канавы находится на правом берегу реки Орель,
выше по течению на расстоянии в 1 км расположено село Маячка (Новосанжарский район),
ниже по течению на расстоянии в 1 км расположено село Андреевка (Царичанский район).
По селу протекает пересыхающий ручей с запрудами, вдоль которого село вытянуто на 6 км.

## Экономика
- ООО «АФ Орель».
- ЧП «Добробут».

## Объекты социальной сферы
- Дом культуры.